# كانداس فلمنج
كانداس فلمنج (بالإنجليزية: Candace Fleming)‏ هي كاتبة للأطفال وكاتِبة أمريكية، ولدت في 24 مايو 1962.

## وصلات خارجية
- الموقع الرسمي
- كانداس فلمنج على موقع ميوزك برينز (الإنجليزية)